# 15기 KBS 바둑왕전
15기 KBS 바둑왕전은 한국방송공사의 TV 속기전이 참가한 국내 바둑 기전이다. 결승에서는 조훈현 九단이 이창호 九단을 2:1로 꺾고 통산 9회 우승을 달성했다.

## 대국 장소
- KBS IBC관(국제방송센터) 스튜디오

## 대국 규정
- 제한시간 : 매수 30초 초읽기 5회
- 덤 : 5집반

## 대진표

### 승자조,패자조
| 김성룡 四단     | 백성호 九단     | 이창호 九단 | 이창호 九단 | 이창호 九단 | 이창호 九단 | 이창호 九단 | 이창호 九단 | 조훈현 九단 (2:1) |
| 백성호 九단     | 백성호 九단     | 이창호 九단 | 이창호 九단 | 이창호 九단 | 이창호 九단 | 이창호 九단 | 이창호 九단 | 조훈현 九단 (2:1) |
| 이창호 九단     |                 | 이창호 九단 | 이창호 九단 | 이창호 九단 | 이창호 九단 | 이창호 九단 | 이창호 九단 | 조훈현 九단 (2:1) |
| 서능욱 九단     | 노준환 四단     | 박영찬 二단 | 이창호 九단 | 이창호 九단 | 이창호 九단 | 이창호 九단 | 이창호 九단 | 조훈현 九단 (2:1) |
| 노준환 四단     | 노준환 四단     | 박영찬 二단 | 이창호 九단 | 이창호 九단 | 이창호 九단 | 이창호 九단 | 이창호 九단 | 조훈현 九단 (2:1) |
| 박영찬 二단     |                 | 박영찬 二단 | 이창호 九단 | 이창호 九단 | 이창호 九단 | 이창호 九단 | 이창호 九단 | 조훈현 九단 (2:1) |
| 조대현 八단     | 강훈(大) 九단   | 백대현 三단 | 백대현 三단 | 이창호 九단 | 이창호 九단 | 이창호 九단 | 이창호 九단 | 조훈현 九단 (2:1) |
| 강훈(大) 九단   | 강훈(大) 九단   | 백대현 三단 | 백대현 三단 | 이창호 九단 | 이창호 九단 | 이창호 九단 | 이창호 九단 | 조훈현 九단 (2:1) |
| 백대현 三단     |                 | 백대현 三단 | 백대현 三단 | 이창호 九단 | 이창호 九단 | 이창호 九단 | 이창호 九단 | 조훈현 九단 (2:1) |
| 김수장 九단     | 김수장 九단     | 김수장 二단 | 백대현 三단 | 이창호 九단 | 이창호 九단 | 이창호 九단 | 이창호 九단 | 조훈현 九단 (2:1) |
| 윤기현 九단     | 김수장 九단     | 김수장 二단 | 백대현 三단 | 이창호 九단 | 이창호 九단 | 이창호 九단 | 이창호 九단 | 조훈현 九단 (2:1) |
| 서봉수 九단     |                 | 김수장 二단 | 백대현 三단 | 이창호 九단 | 이창호 九단 | 이창호 九단 | 이창호 九단 | 조훈현 九단 (2:1) |
| 양재호 九단     | 양재호 九단     | 정수현 九단 | 정수현 九단 | 정수현 九단 | 이창호 九단 | 이창호 九단 | 이창호 九단 | 조훈현 九단 (2:1) |
| 오규철 六단     | 양재호 九단     | 정수현 九단 | 정수현 九단 | 정수현 九단 | 이창호 九단 | 이창호 九단 | 이창호 九단 | 조훈현 九단 (2:1) |
| 정수현 九단     |                 | 정수현 九단 | 정수현 九단 | 정수현 九단 | 이창호 九단 | 이창호 九단 | 이창호 九단 | 조훈현 九단 (2:1) |
| 김동엽 六단     | 김동엽 六단     | 김동엽 二단 | 정수현 九단 | 정수현 九단 | 이창호 九단 | 이창호 九단 | 이창호 九단 | 조훈현 九단 (2:1) |
| 김일환 八단     | 김동엽 六단     | 김동엽 二단 | 정수현 九단 | 정수현 九단 | 이창호 九단 | 이창호 九단 | 이창호 九단 | 조훈현 九단 (2:1) |
| 조훈현 九단     |                 | 김동엽 二단 | 정수현 九단 | 정수현 九단 | 이창호 九단 | 이창호 九단 | 이창호 九단 | 조훈현 九단 (2:1) |
| 윤성현 五단     | 장수영 九단     | 장수영 九단 | 장수영 九단 | 정수현 九단 | 이창호 九단 | 이창호 九단 | 이창호 九단 | 조훈현 九단 (2:1) |
| 장수영 九단     | 장수영 九단     | 장수영 九단 | 장수영 九단 | 정수현 九단 | 이창호 九단 | 이창호 九단 | 이창호 九단 | 조훈현 九단 (2:1) |
| (故)우쑹성 九단 |                 | 장수영 九단 | 장수영 九단 | 정수현 九단 | 이창호 九단 | 이창호 九단 | 이창호 九단 | 조훈현 九단 (2:1) |
| 고재희 七단     | 최규병 九단     | 유창혁 九단 | 장수영 九단 | 정수현 九단 | 이창호 九단 | 이창호 九단 | 이창호 九단 | 조훈현 九단 (2:1) |
| 최규병 八단     | 최규병 九단     | 유창혁 九단 | 장수영 九단 | 정수현 九단 | 이창호 九단 | 이창호 九단 | 이창호 九단 | 조훈현 九단 (2:1) |
| 유창혁 九단     |                 | 유창혁 九단 | 장수영 九단 | 정수현 九단 | 이창호 九단 | 이창호 九단 | 이창호 九단 | 조훈현 九단 (2:1) |
| 패자조          |                 |             |             |             |             |             |             | 조훈현 九단 (2:1) |
| 패자 1회전      | 패자 1회전      | 패자 2회전  | 패자 3회전  | 패자 4회전  | 패자 준결승 | 패자 결승   |             | 조훈현 九단 (2:1) |
| 백성호 九단     | 최규병 八단     | 최규병 八단 | 김동엽 六단 | 김동엽 六단 | 조훈현 九단 | 조훈현 九단 |             | 조훈현 九단 (2:1) |
| 최규병 八단     | 최규병 八단     | 최규병 八단 | 김동엽 六단 | 김동엽 六단 | 조훈현 九단 | 조훈현 九단 |             | 조훈현 九단 (2:1) |
| 김수장 九단     |                 | 최규병 八단 | 김동엽 六단 | 김동엽 六단 | 조훈현 九단 | 조훈현 九단 |             | 조훈현 九단 (2:1) |
| 노준환 四단     | (故)우쑹성 九단 | 김동엽 六단 | 김동엽 六단 | 김동엽 六단 | 조훈현 九단 | 조훈현 九단 |             | 조훈현 九단 (2:1) |
| (故)우쑹성 九단 | (故)우쑹성 九단 | 김동엽 六단 | 김동엽 六단 | 김동엽 六단 | 조훈현 九단 | 조훈현 九단 |             | 조훈현 九단 (2:1) |
| 김동엽 六단     |                 | 김동엽 六단 | 김동엽 六단 | 김동엽 六단 | 조훈현 九단 | 조훈현 九단 |             | 조훈현 九단 (2:1) |
| 백대현 三단     |                 |             |             | 김동엽 六단 | 조훈현 九단 | 조훈현 九단 |             | 조훈현 九단 (2:1) |
| 조훈현 九단     | 조훈현 九단     | 조훈현 九단 | 조훈현 九단 | 조훈현 九단 | 조훈현 九단 | 조훈현 九단 |             | 조훈현 九단 (2:1) |
| 강훈(大) 九단   | 조훈현 九단     | 조훈현 九단 | 조훈현 九단 | 조훈현 九단 | 조훈현 九단 | 조훈현 九단 |             | 조훈현 九단 (2:1) |
| 김수장 九단     |                 | 조훈현 九단 | 조훈현 九단 | 조훈현 九단 | 조훈현 九단 | 조훈현 九단 |             | 조훈현 九단 (2:1) |
| 서봉수 九단     | 서봉수 九단     | 서봉수 九단 | 조훈현 九단 | 조훈현 九단 | 조훈현 九단 | 조훈현 九단 |             | 조훈현 九단 (2:1) |
| 양재호 九단     | 서봉수 九단     | 서봉수 九단 | 조훈현 九단 | 조훈현 九단 | 조훈현 九단 | 조훈현 九단 |             | 조훈현 九단 (2:1) |
| 박영찬 二단     |                 | 서봉수 九단 | 조훈현 九단 | 조훈현 九단 | 조훈현 九단 | 조훈현 九단 |             | 조훈현 九단 (2:1) |
| 장수영 九단     |                 |             |             | 조훈현 九단 | 조훈현 九단 | 조훈현 九단 |             | 조훈현 九단 (2:1) |
| 정수현 九단     |                 |             |             |             |             | 조훈현 九단 |             | 조훈현 九단 (2:1) |

## 대국 결과[1]

### 예선
| 대진         | 연도   | 대국일자 | 승자          | 패자            | 결과              | 기보 |
| ------------ | ------ | -------- | ------------- | --------------- | ----------------- | ---- |
| 3차예선 결승 | 1996년 | 4월 25일 | 정수현 八단   | 김희중 八단     | 336수 백 8집반승  |      |
| 3차예선 결승 | 1996년 | 4월 25일 | 조대현 八단   | 황원준 八단     | 244수 백 불계승   |      |
| 3차예선 결승 | 1996년 | 6월 12일 | 노준환 四단   | 김영환 三단     | 202수 백 3집반승  |      |
| 3차예선 결승 | 1996년 | 6월 12일 | 김성룡 四단   | (故)김재구 八단 | 287수 흑 불계승   |      |
| 3차예선 결승 | 1996년 | 6월 26일 | 백대현 二단   | (故)임선근 八단 | 189수 흑 불계승   |      |
| 3차예선 결승 | 1996년 | 6월 26일 | 윤성현 五단   | 이동규 七단     | 153수 흑 불계승   |      |
| 3차예선 결승 | 1996년 | 8월 21일 | 김동엽 六단   | 이성재 三단     | 276수 흑 10집반승 |      |
| 3차예선 결승 | 1996년 | 8월 21일 | 박영찬 二단   | 홍종현 八단     | 248수 백 불계승   |      |
| 3차예선 결승 | 1996년 | 8월 21일 | 강훈(大) 八단 | (故)하찬석 八단 | 270수 흑 13집반승 |      |
| 3차예선 결승 | 1996년 | 9월 11일 | 고재희 七단   | 양상국 七단     | 297수 백 8집반승  |      |
| 3차예선 결승 | 1996년 | 9월 11일 | 최규병 七단   | 한철균 五단     | 231수 흑 2집반승  |      |
| 3차예선 결승 | 1996년 | 9월 18일 | 오규철 六단   | 유병호 七단     | 275수 흑 34집반승 |      |
| 3차예선 결승 | 1996년 | 9월 18일 | 김일환 七단   | 김덕규 七단     | 219수 흑 불계승   |      |

### 본선
| 대진        | 연도   | 대국일자 | 승자            | 패자            | 결과              | 기보 |
| ----------- | ------ | -------- | --------------- | --------------- | ----------------- | ---- |
| 승자 1회전  | 1996년 | 11월 5일 | 강훈(大) 九단   | 조대현 八단     | 175수 흑 불계승   |      |
| 승자 1회전  | 1996년 | 11월 5일 | 김동엽 六단     | 김일환 八단     | 273수 흑 4집반승  |      |
| 승자 1회전  | 1997년 | 1월 7일  | 최규병 八단     | 고재희 七단     | 156수 백 불계승   |      |
| 승자 1회전  | 1997년 | 1월 7일  | 양재호 九단     | 오규철 六단     | 258수 백 1집반승  |      |
| 승자 1회전  | 1997년 | 1월 21일 | 김수장 九단     | 윤기현 九단     | 184수 백 불계승   |      |
| 승자 1회전  | 1997년 | 1월 21일 | 노준환 四단     | 서능욱 九단     | 211수 흑 불계승   |      |
| 승자 1회전  | 1997년 | 1월 27일 | 장수영 九단     | 윤성현 五단     |                   |      |
| 승자 1회전  | 1997년 | 1월 28일 | 백성호 九단     | 김성룡 三단     |                   |      |
| 승자 2회전  | 1997년 | 2월 4일  | 정수현 八단     | 양재호 九단     | 171수 흑 불계승   |      |
| 승자 2회전  | 1997년 | 2월 4일  | 백대현 二단     | 강훈(大) 九단   | 272수 흑 8집반승  |      |
| 승자 2회전  | 1997년 | 2월 4일  | 김수장 九단     | 서봉수 九단     | 208수 백 불계승   |      |
| 승자 2회전  | 1997년 | 2월 4일  | 유창혁 九단     | 최규병 九단     | 161수 흑 불계승   |      |
| 승자 2회전  | 1997년 | 2월 11일 | 김동엽 六단     | 조훈현 九단     | 280수 흑 3집반승  |      |
| 승자 2회전  | 1997년 | 2월 11일 | 박영찬 二단     | 노준환 四단     | 191수 흑 불계승   |      |
| 승자 2회전  | 1997년 | 2월 11일 | 이창호 九단     | 백성호 九단     | 146수 백 불계승   |      |
| 승자 2회전  | 1997년 | 2월 11일 | 장수영 九단     | (故)우쑹성 九단 | 기권승            |      |
| 패자 1회전  | 1997년 | 2월 18일 | 서봉수 九단     | 양재호 九단     | 270수 백 불계승   |      |
| 패자 1회전  | 1997년 | 2월 18일 | 조훈현 九단     | 강훈(大) 九단   | 117수 흑 불계승   |      |
| 패자 1회전  | 1997년 | 2월 22일 | 최규병 八단     | 백성호 九단     | 204수 백 불계승   |      |
| 패자 1회전  | 1997년 | 2월 22일 | (故)우쑹성 九단 | 노준환 四단     | 270수 흑 1집반승  |      |
| 승자 3회전  | 1997년 | 2월 25일 | 정수현 八단     | 김동엽 六단     | 135수 흑 불계승   |      |
| 승자 3회전  | 1997년 | 2월 25일 | 백대현 二단     | 김수장 九단     | 235수 흑 불계승   |      |
| 승자 3회전  | 1997년 | 3월 4일  | 이창호 九단     | 박영찬 二단     | 271수 흑 4집반승  |      |
| 승자 3회전  | 1997년 | 3월 4일  | 장수영 九단     | 유창혁 九단     | 255수 흑 반집승   |      |
| 패자 2회전  | 1997년 | 3월 8일  | 최규병 八단     | 김수장 九단     | 172수 백 불계승   |      |
| 패자 2회전  | 1997년 | 3월 8일  | 김동엽 六단     | (故)우쑹성 九단 | 214수 백 불계승   |      |
| 패자 2회전  | 1997년 | 3월 11일 | 조훈현 九단     | 유창혁 九단     | 172수 백 불계승   |      |
| 패자 2회전  | 1997년 | 3월 11일 | 서봉수 九단     | 박영찬 二단     | 172수 백 불계승   |      |
| 패자 3회전  | 1997년 | 3월 19일 | 김동엽 六단     | 최규병 八단     | 278수 백 3집반승  |      |
| 패자 3회전  | 1997년 | 3월 19일 | 조훈현 九단     | 서봉수 九단     | 296수 백 4집반승  |      |
| 승자 준결승 | 1997년 | 3월 15일 | 이창호 九단     | 백대현 三단     | 279수 흑 8집반승  |      |
| 승자 준결승 | 1997년 | 3월 15일 | 정수현 八단     | 장수영 九단     | 276수 백 7집반승  |      |
| 패자 4회전  | 1997년 | 3월 31일 | 김동엽 六단     | 백대현 三단     | 218수 백 불계승   |      |
| 패자 4회전  | 1997년 | 4월 7일  | 조훈현 九단     | 장수영 九단     | 317수 흑 2집반승  |      |
| 패자 준결승 | 1997년 | 4월 7일  | 조훈현 九단     | 김동엽 六단     | 248수 백 불계승   |      |
| 승자 결승   | 1997년 | 3월 31일 | 이창호 九단     | 정수현 八단     | 190수 백 불계승   |      |
| 패자 결승   | 1997년 | 4월 9일  | 조훈현 九단     | 정수현 八단     | 295수 백 21집반승 |      |
| 결승 1국    | 1997년 | 4월 9일  | 조훈현 九단     | 이창호 九단     | 299수 흑 3집반승  |      |
| 결승 2국    | 1997년 | 4월 16일 | 이창호 九단     | 조훈현 九단     | 302수 흑 5집반승  |      |
| 결승 3국    | 1997년 | 4월 16일 | 조훈현 九단     | 이창호 九단     | 305수 백 1집반승  |      |

## TV 중계
- 녹화대국으로 KBS 2TV에서 방송되었으나 이중 1996년 5월 ~ 12월의 결방으로 인하여 연기되었으나, 이 중에서 KBS의 1996년 봄개편 조정으로 안내는 서기철 아나운서가 맡았다.  1997년 3월 봄개편으로 인하여 KBS 위성1로 방송시간이 변경되어 3월 ~ 7월 초까지 1~2부로 나누어 편성되었다.  대국순으로 대국일정으로 이후 녹화방송으로 방송일의 방송시간이 변경되었다. 진행은  류지인 아마4단, 김선희 아마 5단, 노영하 八단 해설로 진행했다. 결승 3국(최종국) 끝난 후 시상식에는 KBS의 남자 아나운서가 진행했으나 시간관계상 인터뷰(우승자,준우승자)의 소감만 밝혔다.

## 특이 사항
우승자 조훈현 九단은 우승상금 1,100만원, 준우승자 이창호 九단은 준우승상금 400만원을 획득하여, 3위를 차지한 정수현 九단이 대한민국 경상북도 경주시 호텔현대 경주에서 열리는 9회 TV 바둑 아시아 선수권대회에 출전권 획득